# Mihama-ku
Mihama-ku (美浜区?) è uno dei sei quartieri amministrativi della città di Chiba, in Giappone.